# Pierre Louis Rouillard

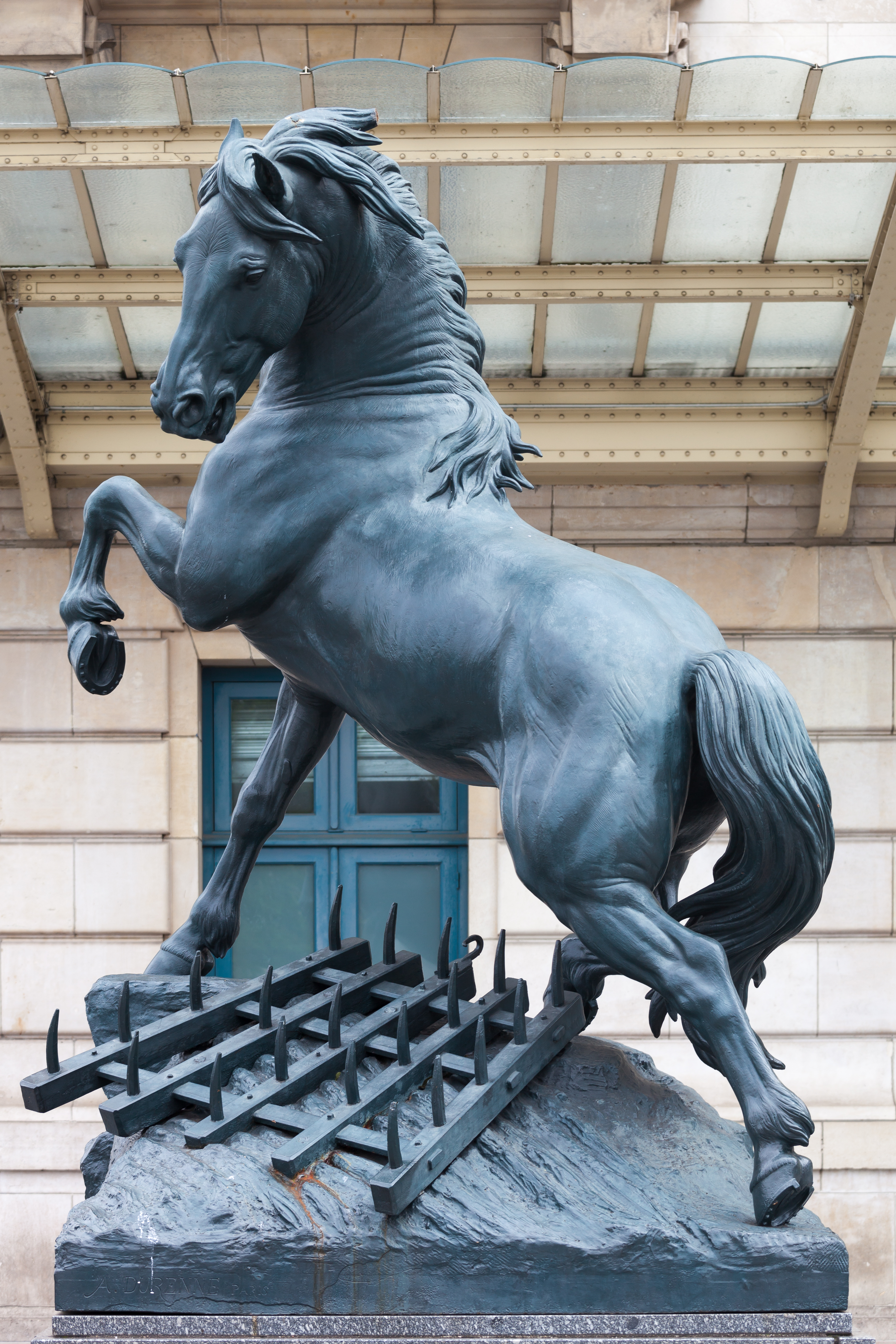
Cavallo con erpice (1878), Museo d'Orsay, Parigi

Pierre Louis Rouillard (Parigi, 16 gennaio 1820 – Parigi, 2 giugno 1881) è stato uno scultore francese conosciuto per le sue sculture d'animali, e perciò ascritto alla scuola francese degli animalier. Per le sue opere prediligeva la ghisa piuttosto che il bronzo.

## Biografia
Nel 1832 fu uno dei primi allievi di Georges Jacquot all'interno della nuova classe di scultura dell'École royale gratuite de dessin et de mathématiques (l'École nationale supérieure des arts décoratifs di Parigi). Nel 1837 entrò nell'École des beaux-arts di Parigi, dove fu allievo di Jean-Pierre Cortot. Lo stesso anno esordì al Salon presentando la scultura di una leonessa, alla quale seguirono poi una lunga serie di figure e gruppi di animali in cera, gesso, bronzo e argento. Diventò in seguito professore di scultura e anatomia presso l'École de dessin et de mathématiques dal 1840 al 1881, dove ebbe come allievo lo scultore animalier François Pompon. Fu anche professore di anatomia comparata, dopo esser stato scultore per il museo di storia naturale, cosa che spiega l'accuratezza delle sue sculture d'animali, ch'egli amava considerare come ritratti d'animali.
Fu alla guida di squadre di scultori per i lavori al palazzo del Louvre, sotto la direzione prima di Félix Duban e poi di Hector-Martin Lefuel. A lui si devono la progettazione e una parte della costruzione della Sala del maneggio, nonché l'arredo decorativo del cortile delle scuderie (conosciuto in seguito come cortile Lefuel), in particolare i gruppi in bronzo degli animali in lotta.
Rouillard creò inoltre sculture, solitamente di animali, per numerosi castelli e importanti ambienti parigini del XIX secolo, tra cui l'Opéra Garnier, la fontana di Saint-Michel e il tribunale di commercio di Parigi. Realizzò anche ventiquattro gruppi di animali destinati alla decorazione del Palazzo di Beylerbeyi a Costantinopoli.
Le sue opere monumentali, in pietra o bronzo, furono riprodotte in ghisa per la decorazione di parchi e luoghi pubblici, come al giardino del Grand Rond a Tolosa.
Rouillard è famoso anche per i suoi modelli affidati ai grandi orafi del XIX secolo, come Froment-Meurice o Christofle. Fornì i modelli per i trofei dei premi di concorsi agricoli, così come per pezzi prestigiosi quali i grandi trionfi da tavola, come quello del Palazzo delle Tuileries.
È stato insignito dell'ordine delle Palme accademiche e della Legion d'onore.
Morì nella propria città natale il 2 giugno 1881 senza figli, e fu sepolto nel cimitero d'Issy.

## Opere
Di seguito una lista parziale delle opere di Rouillard.
| Immagine | Titolo                          | Data di realizzazione | Materiale | Paese      | Città            | Luogo di conservazione        | Note                                                            |
| -------- | ------------------------------- | --------------------- | --------- | ---------- | ---------------- | ----------------------------- | --------------------------------------------------------------- |
|          | Lion de L'Indie                 | 1837                  | ghisa     | Portogallo | Sintra           | Quinta da Regaleira           |                                                                 |
|          | Dromadaire                      | 1838                  | gesso     | —          | —                | sconosciuto                   | [ 2 ]                                                           |
|          | La chienne                      | 1858                  | bronzo    | Francia    | Parigi           | Palazzo del Louvre            |                                                                 |
|          | La louve                        | 1858                  | bronzo    | Francia    | Parigi           | Palazzo del Louvre            |                                                                 |
|          | Cane che lotta con un lupo      | 1858                  | bronzo    | Francia    | Parigi           | Palazzo del Louvre            |                                                                 |
|          | Cane che lotta con un cinghiale | 1858                  | bronzo    | Francia    | Parigi           | Palazzo del Louvre            |                                                                 |
|          | Il cavallo "Dollar"             | 1868                  | bronzo    | Francia    | Maisons-Laffitte | Ippodromo di Maisons-Laffitte |                                                                 |
|          | Cavallo con erpice              | 1878                  | ghisa     | Francia    | Parigi           | Museo d'Orsay                 | Commissionato in origine per decorare il palazzo del Trocadéro. |